# LG Gx
LG Gx — Android-смартфон, разработанный LG Electronics. Он служит обновлением для фаблета LG, LG Optimus G Pro 2012 года, обновляя программное обеспечение и дизайн до уровня нового флагмана LG, LG G2 2013 года. В остальном смартфон точно такой же, как LG Optimus G Pro, с такими функциями, как подключение к LTE и ИК-бластер, который позволяет использовать его в качестве пульта дистанционного управления для телевизора. Телефон был выпущен только в Корее в собственной сети LG, LG U+, с 20 февраля 2014 года, и LG не прокомментировала, станет ли он международным устройством.